# Casaforte di Menolzio
Il casaforte di Menolzio, anche detta castello o casaforte di Mattie, è un edificio medioevale collocato nella media valle di Susa nei pressi della frazione Menolzio, in comune di Mattie.

## Storia

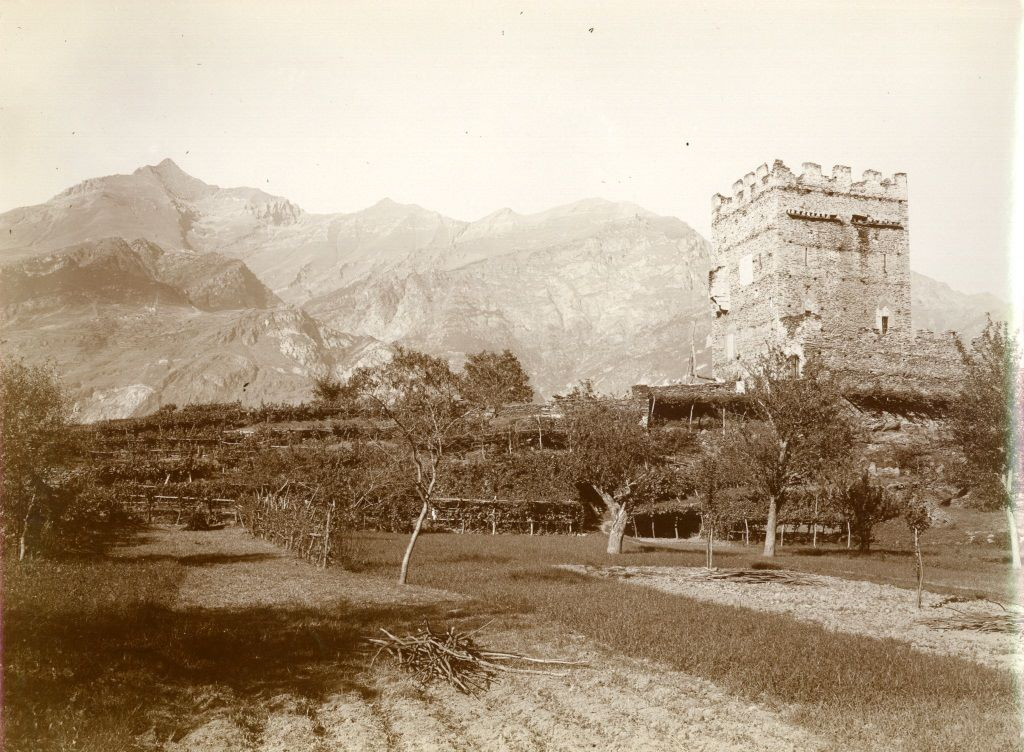
Mario Gabinio, Valle di Susa, Mattie, Castello di Menolzio col gruppo del Rocciamelone sullo sfondo, 1925

La struttura fu costruita nel XII secolo su un rilievo nei pressi dell'attuale frazione Menolzio (anticamente Villa Menosii). I proprietari, la famiglia Farguili, furono investiti di parte del territorio di Mattie dall'Abbazia di San Giusto di Susa. L'edificio fortificato più che a un vero e proprio castello è riconducibile ad una massiccia torre recintata. La sua proprietà passò nel 1291 alla casata dei Bartolomei, quindi agli Agnes Des Geneyes, poi agli Ainardi ed è oggi degli Antonielli d'Oulx.